# Kluk na kole
Film Kluk na kole (v originále Le Gamin au vélo) je francouzský film z roku 2011 o příběhu dvanáctiletého kluka, který je odložen do dětského domova. Film natočili režiséři Jean-Pierre Dardenne a Luc Dardenne. V hlavních rolích hráli Thomas Doret, Cécile De France, Jérémie Renier, Fabrizio Rongione, Olivier Gourmet, Jean-Michel Balthazar a Egon Di Mateo.

## Ocenění
- MFF Cannes (2011) - velká cena poroty
- Evropské filmové ceny (2011) - nejlepší scénář

## Recenze
- Kluk na kole na Film CZ -